# Phoenix (singel Sorry Boys)
Phoenix – drugi singel zwiastujący album Vulcano zespołu Sorry Boys. Utwór stanowił także podkład zwiastuna nowej serii odcinków serialu „Przepis na życie” w stacji TVN.

## Notowania
| Lista                             | Pozycja               |
| --------------------------------- | --------------------- |
| Lista przebojów z charakterem RDC | 3                     |
| UWUEMKA                           | 11                    |
| SLiP                              | 25                    |
| Lista Przebojów Trójki            | Szczęśliwa Trzynastka |

## Teledysk
Wideoklip został wyprodukowany przez duet Psychokino, za reżyserię odpowiada Dorota Piskor. Opublikowano go 6 września 2013 w serwisie YouTube.